# Komitat Sáros
Sáros (pol. Szarysz lub hrabstwo szaryskie, łac. comitatus Sarossiensis, niem. Scharisch, słow. Šariš) – dawny komitat w północno-wschodniej części Królestwa Węgier, pokrywający się częściowo z dzisiejszym słowackim regionem Szarysz.
Tereny dzisiejszego Szarysza w I połowie XI wieku znajdowały się w granicach Polski. W jego południowej części (koło dzisiejszego Preszowa) znajdował się znany polski graniczny gród Castrum Salis wzmiankowany zarówno w dokumentach polskich, jak i węgierskich.
W II połowie XI wieku Węgrzy zaczęli opanowywać ten region. Z tym, że jeszcze w XII w. i w I połowie XIII w. jego północna część znajdowała się we władaniu Polski. Tam m.in. dokonano nadań ziemi cystersom w okolicy dzisiejszego Bardiowa.
Po zajęciu przez Węgry teren Szarysza stanowił początkowo, wraz z Abovem i regionem Heves, część wielkiego komitatu Novi Castri. Szarysz wyodrębnił się jako jego skrajnie północna część w XIII wieku. Siedzibą władz komitatu był najpierw Zamek Szaryski (Šarišský hrad) koło Wielkiego Szarysza, potem różne miejscowości w zależności od osoby żupana, a od 1647 – Preszów. Szaryszem władały różne rody magnackie – najdłużej ród Rakoczych (Rákóczi). Do 1775 komitat dzielił się na cztery powiaty, obok których istniało, jako samodzielna jednostka, dominium Makowicy (słow. Panstvo Makovica, łac. Dominium Makovicza) z siedzibą na zamku Makowica. Od 1775 komitat dzielił się na sześć powiatów, z których każdy dzielił się na trzy obwody. Z czasem liczba powiatów doszła do dziesięciu, w tym trzech miejskich.
Po rozbiorze Węgier w XVI wieku Sáros znalazł się w części przypadłej Habsburgom. Po traktacie w Trianon Sáros w całości przypadł Czechosłowacji. Po reformie administracyjnej w 1923 komitat (żupa) Sáros przestał istnieć jako jednostka administracyjna, jednak nazwa Šariš jest dalej używana jako oznaczenie tradycyjnego regionu etnograficznego odpowiadającego terytorialnie dawnemu komitatowi.
| Powiaty (járás)                             | Powiaty (járás) |
| Powiat                                      | Siedziba władz  |
| ------------------------------------------- | --------------- |
| Bártfa                                      | Bártfa          |
| Eperjes                                     | Eperjes         |
| Felsővízköz                                 | Felsővízköz     |
| Girált                                      | Girált          |
| Héthárs                                     | Héthárs         |
| Kisszeben                                   | Kisszeben       |
| Lemes                                       | Lemes           |
| Miasta komitackie (rendezett tanácsú város) |                 |
| Bártfa                                      |                 |
| Eperjes                                     |                 |
| Kisszeben                                   |                 |